# Paolo Orsini
Paolo Giordano I Orsini (Bracciano, 1541 - Salò, 13 de noviembre de 1585) fue un noble italiano, condotiero y primer duque de Bracciano desde 1560.

## Familia
Era hijo de Girolamo Orsini y Francesca Sforza, y nieto por parte de su padre de Felice della Rovere (la hija ilegítima del papa Julio II) y de Gian Giordano Orsini; por el lado de su madre era nieto del Conde Bosio Sforza y Constanza Farnesio (la hija natural del papa Pablo III).

## Enfrentamientos
El 7 de octubre de 1571 tomó parte en la batalla de Lepanto.
Un año después en octubre de 1572 sirvió como general de la infantería española en una campaña que trataba de recuperar la guarnición de Navarino en el Peloponeso.

## Matrimonio y descendencia
El 3 de septiembre de 1558 se casó con Isabel de Médici, la joven hija de Cosme I de Médici, Gran Duque de la Toscana en la villa medicea de Poggio a Caiano, luego de que el padre de esta arreglara el matrimonio. Paolo vivió principalmente en Roma y en su castillo de Bracciano, en vez de estar con su esposa Isabel quien se quedó en Florencia.
Isabel sufrió varios abortos y permaneció sin hijos hasta mediada la veintena. Finalmente Isabel y Paolo tuvieron a su hija Francisca Leonor en 1571 y poco después en septiembre de 1572 a su hijo Virginio Orsini, futuro duque de Bracciano.
Paolo era descrito como una persona cruel, violenta y grosera, el 16 de julio de 1576 Paolo estranguló a su esposa (a quien acusaba de mantener una relación amorosa con su primo Troilo Orsini) en la Villa Cerreto Guidi cerca de Florencia, probablemente con la complicidad de su hermano Francisco I de' Medici. Unos meses después su primo Troilo también fue asesinado.
Después del asesinato Paolo se fue a Roma donde comenzó una aventura amorosa con Vittoria Accoramboni, la esposa de Francesco Peretti di Montalto (sobrino del futuro papa Sixto V). En 1581 Paolo ordenó el asesinato de Francesco. Buscado por el crimen tanto por la policía papal como por la florentina, Orsini se refugió en el norte de Italia, primero en Venecia y luego en Abano y Salò junto a su amante Vittoria.
El 20 de abril de 1585 Paolo se casó con Vittoria.
De su matrimonio con Isabel tuvo dos hijos:
- Virginio Orsini (1572-1615), duque de Bracciano y padre de Paolo Giordano futuro príncipe del Sacro Imperio Romano Germánico por su matrimonio con Isabel Appiani, princesa de Piombino.
- Francisca Leonor Orsini (Francesca Eleonora Orsini; también conocida como Nora) quien finalmente se casó con su primo Alessandro Sforza.[1]

## Fallecimiento
Paolo murió en 1585, sin embargo un mes después Vittoria fue asesinada por Ludovico Orsini de la línea de Monterotondo en venganza por la muerte de su hermano Roberto ocurrida a causa de los intereses de Paolo.
Su hijo, Virginio Orsini heredó los títulos y feudos de su padre después de su muerte en 1585.

## Filmografía
- En el 2013: Paolo será interpretado por el actor Johan Philip Asbaek en la serie The Borgias.